# 미첼 가족과 기계 전쟁
《미첼 가족과 기계 전쟁》(The Mitchells vs. The Machines)은 2021년 공개된 미국의 애니메이션 영화이다.

## 줄거리
케이티 미첼의 아빠는 그녀에게 엄청난 집착을 하자 그녀는 가족들에게 켈리포니아에 있는 영화 학교에 가게 되었다고 말한다. 그리고 그 뒤의 모험들이 펼쳐지는데....

## 출연

### 주연
- 애비 제이컵슨 : 케이티 미첼 역
- 대니 맥브라이드 : 릭 미첼 역
- 마야 루돌프 : 린다 미첼 역
- 올리비아 콜먼 : 팔 역
- 에릭 안드레 : 마크 바우먼 역

### 조연
- 샬린 이 : 애비 포세이 역